# Villa Manfrin detta Margherita
Villa Manfrin detta Margherita è una villa veneta di Treviso, ubicata nella frazione di Sant'Artemio, lungo la SS13.

## Storia
Villa Manfrin è un edificio del secondo XVIII secolo, progettato dall'architetto veneziano Giannantonio Selva, autore del Teatro La Fenice, per volontà del marchese Girolamo Manfrin, costruito tra il 1780 e il 1783.
Nel 1833 alla morte di Pietro Manfrin, figlio di Girolamo, la villa passo in eredità al nipote Antonio Maria Plattis, che ne rimase proprietario per 20 anni, fino a quando nel 1853 la vendette al commendatore Luigi Trezza.
Successivamente, nel 1859 la villa venne acquistata da Davide Mondolfo Levi, la cui famiglia ne rimase proprietaria per quasi 40 anni.
Nel 1896 il complesso immobiliare fu venduto all'imprenditore inglese Adolfo Cristiano Lichtenberg, il quale decise di denominare la tenuta "Villa Margherita" in omaggio alla moglie Margaret Eleanor Bume, nobildonna inglese.
Nel 1915 Lichtenberg vendette la villa all'Ospedale di Treviso. Dal 1919 al 1923 fu sede del Ministero per la ricostruzione delle terre liberate dal nemico. Nel 1937 la proprietà passo definitivamente al Comune di Treviso. 
Dal 1948 è stata utilizzata dall'Esercito Italiano, la parte centrale della villa è stata sede del Comando della Divisione Folgore fino al 1986, poi rimasta come Distretto Militare.
Fino al 2014 la villa è stata sede della Divisione Unità Mobili dell'Arma dei Carabinieri, ma oggi è chiusa.  Il suo ampio parco è pubblico ed aperto a tutti.

## Descrizione
L'edificio si dispone su tre livelli, con una facciata sviluppata in lunghezza; lo stile è neoclassico, con il frontone centrale e i piccoli timpani che sovrastano le monofore del piano nobile e il portale, anch'esso al piano nobile, raggiungibile attraverso due scale a gomito, che lo collegano direttamente al giardino antistante, dov'è presente una fontana decorata da elementi scultorei. 
Internamente, nelle sale più importanti, sono conservati degli stucchi.
Tra gli annessi della villa vi sono due barchesse che danno al complesso una disposizione a U, essendo perpendicolari alla facciata posteriore dell'abitato. 
Il grande giardino, ben curato e dotato di peschiera, è arricchito dalla presenza di numerose statue.